# Platypalpus yunnanensis
Platypalpus yunnanensis är en tvåvingeart som beskrevs av Yang 1990. Platypalpus yunnanensis ingår i släktet Platypalpus och familjen puckeldansflugor. Inga underarter finns listade i Catalogue of Life.